# I See Fire
I See Fire ist das End-Credit-Lied des zweiten Films der Hobbit-Filmtrilogie, Smaugs Einöde, aus dem Jahr 2013. Das Stück wurde von Singer-Songwriter Ed Sheeran geschrieben und am 5. November 2013 veröffentlicht.

## Hintergrund
Peter Jackson entdeckte Ed Sheeran durch seine Tochter Katie, die Anfang 2013 auf einem seiner Konzerte in Neuseeland war. Rund drei Monate vor Veröffentlichung des Films brauchten Jackson und sein Team noch immer einen geeigneten Interpreten, der den End-Credit-Song für Smaugs Einöde aufnehmen kann. Da erinnerte sich Katie an Sheeran und schlug ihn bei ihrem Vater als potenziellen Sänger vor. Nach dem Einverständnis von Jackson reiste Sheeran innerhalb von 48 Stunden nach Neuseeland, um sich dort den kompletten Film anzuschauen und einen passenden Song für das Ende zu komponieren. Der Hobbit ist außerdem das erste Buch, das Sheeran als Kind gelesen hat.

“Despite having never played the violin in his life, Ed thought he might try overdubbing one himself, and Katie raced out to borrow a rather battered one from a school friend.”

„Und obwohl er noch nie in seinem Leben Geige gespielt hat, überlegte Ed ob er sich in dem Lied nicht selbst auf der Geige begleiten könne. Katie rannte sofort zu einer Schulfreundin und lieh sich deren abgenutzte Geige.“

Innerhalb eines Tages stellte Ed Sheeran dann fast den kompletten Song zusammen, nur ein paar Feinheiten wurden einen Tag darauf ergänzt. Abgemischt wurde der Titel von Pete Cobbin und Ed Sheeran in den Abbey Road Studios, da er gleichzeitig mit dem Mischen von Howard Shores Soundtrack zum Film beschäftigt war.
Mitwirkende
- Ed Sheeran: Gesang + Background Stimmen, Gitarre, Violine, Bass, Percussion,  Mischer
- Pete Cobbin: Mischer

## Veröffentlichung
Die Erstveröffentlichung von I See Fire erfolgte am 5. November 2013.

## Weitere Versionen
I See Fire wurde von dem norwegischen Musikproduzenten und DJ Kygo remixed. Eine weitere Version stammt von Peter Hollens. Die Mittelalter-Metalband Feuerschwanz hat eine Coverversion des Lieds aufgenommen und ein Musikvideo dazu veröffentlicht.

## Preise
Das Lied wurde am 9. März 2014 für einen Satellite Award in der Kategorie „Bester Filmsong“ nominiert.

## Kommerzieller Erfolg

### Chartplatzierungen
| ChartsChartplatzierungen     | Höchstplatzierung | Wochen |
| ---------------------------- | ----------------- | ------ |
| Deutschland (GfK)            | 2 (76 Wo.)        | 76     |
| Österreich (Ö3)              | 3 (62 Wo.)        | 62     |
| Schweiz (IFPI)               | 2 (67 Wo.)        | 67     |
| Vereinigtes Königreich (OCC) | 13 (66 Wo.)       | 66     |

| ChartsJahrescharts (2014)    | Platzierung |
| ---------------------------- | ----------- |
| Deutschland (GfK)            | 8           |
| Österreich (Ö3)              | 5           |
| Schweiz (IFPI)               | 3           |
| Vereinigtes Königreich (OCC) | 71          |

| ChartsJahrescharts (2010–2019) | Platzierung |
| ------------------------------ | ----------- |
| Österreich (Ö3)                | 13          |

### Auszeichnungen für Musikverkäufe
| Land/Region                  | Auszeichnungen für Musikverkäufe (Land/Region, Auszeichnung, Verkäufe) | Verkäufe  |
| ---------------------------- | ---------------------------------------------------------------------- | --------- |
| Australien (ARIA)            | 2× Platin                                                              | 140.000   |
| Belgien (BRMA)               | Platin                                                                 | 30.000    |
| Brasilien (PMB)              | Platin                                                                 | 60.000    |
| Dänemark (IFPI)              | 5× Platin                                                              | 450.000   |
| Deutschland (BVMI)           | 4× Platin                                                              | 1.200.000 |
| Italien (FIMI)               | 2× Platin                                                              | 100.000   |
| Kanada (MC)                  | 3× Platin                                                              | 240.000   |
| Neuseeland (RMNZ)            | 6× Platin                                                              | 180.000   |
| Österreich (IFPI)            | 3× Platin                                                              | 90.000    |
| Schweden (IFPI)              | 4× Platin                                                              | 160.000   |
| Spanien (Promusicae)         | Platin                                                                 | 60.000    |
| Vereinigte Staaten (RIAA)    | Platin                                                                 | 1.000.000 |
| Vereinigtes Königreich (BPI) | 2× Platin                                                              | 1.200.000 |
| Insgesamt                    | 35× Platin ·                                                           | 4.910.000 |

Hauptartikel: Ed Sheeran/Auszeichnungen für Musikverkäufe